# Zápas ve volném stylu na Evropských hrách 2015 – seznam účastníků
Seznam účastníků v zápase ve volném stylu na I. Evropských hrách v roce 2015.
| země | bantamová váha         | pérová váha           | lehká váha               | velterová váha             | střední váha        | lehká těžká váha        | těžká váha                    | supertěžká váha        |
| ---- | ---------------------- | --------------------- | ------------------------ | -------------------------- | ------------------- | ----------------------- | ----------------------------- | ---------------------- |
| ALB  | Islam Islamaj          | —                     | —                        | —                          | Osman Hajdari       | —                       | —                             | Egzon Shala            |
| ALB  | —                      | —                     | —                        | —                          | —                   | —                       | —                             | —                      |
| ARM  | Garik Barsegjan        | Voloďa Franguljan     | Davit Safarjan           | —                          | Grigor Grigorjan    | Musa Murtazalijev       | —                             | Levan Berianidze       |
| ARM  | —                      | —                     | —                        | —                          | —                   | —                       | —                             | —                      |
| AUT  | —                      | —                     | Maximilian Ausserleitner | Georg Marchl               | —                   | Dominic Peter           | Johannes Ludescher            | —                      |
| AUT  | —                      | —                     | —                        | —                          | Sabrina Seidlová    | —                       | Martina Kuenzová              | —                      |
| AZE  | Yaşar Əliyev           | Hacı Əliyev           | Toğrul Əsgərov           | Ruslan Dibirhacıyev        | Cəbrayıl Həsənov    | Nurməhəmməd Hacıyev     | Chetag Gozjumov               | Džamaladdin Magomedov  |
| AZE  | Marija Stadnyková      | Anžela Doroganová     | Natalija Synyšinová      | Iryna Netrebová            | Julija Ratkevičová  | Elmira Gambarovová      | Naďa Mušková                  | Gözəl Zutovová         |
| BLR  | Vladislav Andrejev     | Denis Maximov         | Azamat Nurikov           | Žan Safjan                 | Ali Šabanov         | Alexandr Huštyn         | Ibragim Saidov                | Alexej Šemarov         |
| BLR  | Vanessa Kolodinská     | Nadežda Šušková       | Kateryna Hončarová       | Anastasija Hučoková        | Veronika Ivanovová  | Marija Mamašuková       | Kristina Fedorašková          | Vasilisa Marzaljuková  |
| BUL  | Vladimir Dubov         | Radoslav Velikov      | Borislav Novačkov        | Miroslav Kirov             | Kiril Terziev       | Georgi Sredkov          | Dragomir Stojčev              | Dimitar Kumčev         |
| BUL  | Elica Jankovová        | Pepa Dimitrovová      | Evelina Nikolovová       | Mimi Hristovová            | Tajbe Juseinová     | Elina Vasevová          | Džanan Manolovová             | Stanka Zlatevová       |
| CZE  | —                      | —                     | —                        | —                          | —                   | Vratislav Chotaš        | —                             | —                      |
| CZE  | —                      | Lenka Hocková         | —                        | —                          | —                   | Adéla Hanzlíčková       | —                             | —                      |
| ESP  | Levan Metreveli        | —                     | Yunier Castillo          | —                          | Alberto Martínez    | Teimuraz Frijev         | —                             | José Cuba              |
| ESP  | Eugenia Bustabadová    | —                     | Karima Sanchézová        | —                          | —                   | —                       | —                             | Maider Undaová         |
| EST  | Alexej Baskakov        | —                     | —                        | —                          | —                   | —                       | Ragnar Kaasik                 | —                      |
| EST  | —                      | —                     | —                        | —                          | —                   | —                       | —                             | Epp Mäeová             |
| FIN  | —                      | —                     | Petteri Martikainen      | —                          | Henri Selenius      | Ville Heino             | Jere Heino                    | —                      |
| FIN  | —                      | Tiina Ylinenová       | —                        | —                          | —                   | Petra Olliová           | —                             | —                      |
| FRA  | Zoheir El-Ouarraqe     | —                     | Maxime Fiquet            | —                          | Zelimkhan Khadjiev  | Akhmed Aibuev           | —                             | —                      |
| FRA  | Julie Sabatiéová       | Melanie Lesaffreová   | Mathilde Rivièreová      | Aurélie Bassetová          | —                   | —                       | —                             | —                      |
| GBR  | —                      | —                     | —                        | —                          | —                   | —                       | —                             | Chinu Xxx              |
| GBR  | Jana Rattiganová       | —                     | —                        | —                          | —                   | —                       | —                             | —                      |
| GEO  | Vladimer Chinčegašvili | Beka Lomtadze         | Avtandil Kenčadze        | Davit Tlašadze             | Džaba Kvelašvili    | Sandro Aminašvili       | Elizbar Odikadze              | Geno Petriašvili       |
| GEO  | —                      | —                     | —                        | —                          | —                   | —                       | —                             | —                      |
| GER  | Marcel Ewald           | —                     | Samet Dülger             | Tim Müller                 | Georg Harth         | Michael Kaufmehl        | Gabriel Seregelyi             | Nick Matuhin           |
| GER  | Jaqueline Schellinová  | Eileen Friedrichová   | Laura Mertensová         | Luisa Niemeschová          | —                   | Nadine Weinaugeová      | Aline Fockenová               | Maria Selmaierová      |
| GRE  | Theocharis Kalanidis   | —                     | Nikos Arzumanidis        | —                          | Jorgos Savulidis    | Timofej Xenidis         | Michail Cikovani              | Janis Arzumanidis      |
| GRE  | —                      | —                     | —                        | —                          | —                   | Agoro Papavasileju      | Maria-Lujza Vrjoni            | —                      |
| HUN  | —                      | József Molnár         | Norbert Lukács           | Zsombor Gulyás             | Mihály Nagy         | István Veréb            | Attila Szmik                  | Daniel Ligeti          |
| HUN  | —                      | Mercédesz Dénesová    | —                        | Emese Barkaová             | Marianna Sastinová  | Gabriella Sleiszová     | Vanessa Wilsonová             | Zsanett Némethová      |
| IRL  | —                      | —                     | —                        | —                          | —                   | Alex Dolly              | —                             | —                      |
| IRL  | —                      | —                     | —                        | —                          | —                   | —                       | —                             | —                      |
| ISR  | —                      | —                     | Mark Popov               | Jurij Poliak               | Hanoch Rachamin     | —                       | —                             | —                      |
| ISR  | —                      | —                     | —                        | —                          | —                   | —                       | Iljana Kratyšová              | —                      |
| ITA  | —                      | —                     | Frank Chamizo            | Angelo Costa               | Carmelo Lumia       | Tudor Zuz               | —                             | —                      |
| ITA  | —                      | Silvia Feliceová      | Patrizia Liuzziová       | Carola Rainerová           | —                   | Dalma Canevaová         | —                             | —                      |
| KOS  | Kastriot Sedolli       | —                     | Arlind Curri             | —                          | —                   | —                       | Edon Shala                    | —                      |
| KOS  | —                      | —                     | —                        | —                          | —                   | —                       | —                             | —                      |
| LAT  | —                      | —                     | —                        | —                          | —                   | Armands Zvirbulis       | Imands Lagodskis              | Dmitrij Michajlov      |
| LAT  | Karolina Ťapková       | Violeta Ponomarjovová | —                        | —                          | —                   | Anastasija Grigorjevová | —                             | —                      |
| LTU  | —                      | Šarūnas Jurčys        | —                        | —                          | —                   | —                       | Mindaugas Rumbutis            | Jonas Rudavičius       |
| LTU  | —                      | —                     | —                        | —                          | Giedrė Blekaitytė   | —                       | Danutė Domikaitytė            | —                      |
| MDA  | Alexandru Chirtoca     | Andrei Perpelita      | Mihail Sava              | Jevgenij Nedealco          | Alexandru Burca     | Piotr Ianulov           | Nicolai Ceban                 | Alexandr Romanov       |
| MDA  | Iulia Leordaová        | Natalia Buduová       | —                        | Mariana Gherdivaraová      | —                   | —                       | —                             | Svitlana Sajenková     |
| MKD  | —                      | Jasin Rexhallari      | Dejan Mitrov             | —                          | —                   | Halil Zubairov          | —                             | Boban Danov            |
| MKD  | —                      | —                     | —                        | —                          | —                   | —                       | —                             | —                      |
| NED  | —                      | —                     | —                        | —                          | —                   | —                       | —                             | —                      |
| NED  | Jessica Blaszkaová     | —                     | —                        | —                          | —                   | —                       | —                             | —                      |
| NOR  | —                      | —                     | —                        | —                          | —                   | —                       | —                             | —                      |
| NOR  | —                      | —                     | —                        | Grace Bullenová            | —                   | —                       | —                             | —                      |
| POL  | —                      | Krzysztof Bieńkowski  | —                        | Magomedmurat Gadžijev      | Krystian Brzozowski | Radosław Marcinkiewicz  | Radosław Baran                | Robert Baran           |
| POL  | Iwona Matkowská        | Roksana Zasinová      | Katarzyna Krawczyková    | Paulina Grabowská          | —                   | Monika Michaliková      | Agnieszka Wieszczek-Kordusová | Daria Osocká           |
| POR  | —                      | —                     | —                        | —                          | —                   | —                       | —                             | —                      |
| POR  | Liliana Santosová      | Vânia Guerreirová     | —                        | —                          | —                   | —                       | —                             | —                      |
| ROU  | Andrei Dukov           | Ivan Guidea           | George Bucur             | Adrian Moise               | —                   | Gheorghiță Ștefan       | —                             | Rareș Chintoan         |
| ROU  | Emilia Vucová          | Estera Dobreová       | Simona Pricobová         | —                          | Anca Petreaová      | Andrea Simonová         | Adina Popescuová              | —                      |
| RUS  | Viktor Lebeděv         | Alexandr Bogomojev    | Ilias Bekbulatov         | Magomedrasul Gazimagomedov | Aniuar Gedujev      | Abdulrašid Sadulajev    | Abdusalam Gadysov             | Chadžimurat Gacalov    |
| RUS  | Valentina Islamová     | Natalija Mališevová   | Irina Ologonovová        | Valerija Koblovová         | Svetlana Lipatovová | Valerija Lazinskaja     | Natalja Vorobjovová           | Jekatěrina Bukinová    |
| SRB  | —                      | —                     | —                        | Zaur Efendijev             | —                   | —                       | —                             | —                      |
| SRB  | —                      | —                     | —                        | —                          | —                   | —                       | —                             | —                      |
| SUI  | —                      | —                     | Steven Graf              | —                          | Stefan Reichmuth    | Marco Riesen            | Philipp Hutter                | —                      |
| SUI  | —                      | Nadine Tokarová       | —                        | —                          | —                   | —                       | —                             | —                      |
| SVK  | —                      | Mykola Bolontjuk      | —                        | Róbert Ollé                | Michal Duba         | —                       | Jozef Jaloviar                | Soslan Gaglojev        |
| SVK  | Lenka Matejová         | —                     | —                        | —                          | —                   | —                       | —                             | —                      |
| SWE  | —                      | —                     | —                        | —                          | —                   | —                       | —                             | —                      |
| SWE  | —                      | Fredrika Peterssonová | Sofia Mattssonová        | —                          | Johanna Mattssonová | Henna Johanssonová      | Fanny Gradinová               | —                      |
| TUR  | Sezer Akgül            | Münir Recep Aktaş     | Mustafa Kaya             | Yakup Gör                  | Soner Demirtaş      | Ahmet Bilici            | İbrahim Bölükbaşı             | Taha Akgül             |
| TUR  | Evin Demirhanová       | Merve Kengerová       | Bediha Günová            | Elif Jale Yeşilırmaková    | Hafize Şahinová     | Buse Tosunová           | Burcu Üğdülerová              | Yasemin Adarová        |
| UKR  | Taras Markovič         | Vasyl Šuptar          | Andrij Kviatkovský       | Oleksij Melnyk             | Rustam Dudajev      | Dmytro Ročňak           | Valerij Andrijcev             | Oleksandr Chocianivský |
| UKR  | Oleksandra Kohutová    | Lilia Horyšná         | Tetjana Kitová           | Tetjana Lavrenčuková       | Oksana Gergelová    | Julija Tkačová          | Alina Stadnyk-Machyňová       | Oksana Vaščuková       |